# オートマチック・リボルバー
オートマチック・リボルバー（Automatic revolver）とは、回転式拳銃（リボルバー）のうち、射撃時のエネルギーを用いてハンマーおよびシリンダーを動作させるものを指す分類である。一般的なリボルバーでは、シングルアクションとダブルアクションのいずれの方式でも、これらの部品は射撃の度に手動で動作させる必要がある。純粋な半自動式を実現したリボルバーの例は稀である。また、自動排莢機構を備えた中折れ式リボルバーを指してこの語が使われることもある。

## 概要
一般的なリボルバーは「手動式」（manually operated）の火器で、ハンマーをコッキングすることでシリンダーを回転させるシングルアクション、あるいはトリガーを引く力でシリンダーの回転とハンマーのコッキングを行うダブルアクションの2方式に大別できる。前者は射撃ごとにコッキングを行う必要があり、また後者は射撃と同時にコッキングも行われるものの、トリガープル（トリガーを引ききるのに必要な力）が重くなり、射撃精度に悪影響を及ぼすという欠点がある。
オートマチック・リボルバーの根底にあるアイデアは、ハンマーのコッキングとシリンダーの回転という2つの動作を自動化することで、シングルアクションのように引き金が軽く、かつダブルアクションのようにコッキングせず続けて射撃することが可能という、2つの方式の長所を兼ね備えたリボルバーを実現するというものである。多くの場合、自動化は前後に往復動作するスライドをフレーム上部に設けることで実現され、これは典型的な半自動式拳銃の仕組みとよく似ている。

## 歴史
1841年、イギリスの特許代理人モーゼス・プール（Moses Poole）がオートマチック・リボルバーに関する特許を受け取った記録が残されているが、考案者の身元は不明である。また、1854年にはイギリスの特許代理人ウィリアム・エドワード・ニュートン（William Edward Newton）が、アメリカ人のマーションとホーリングスワースから別のオートマチック・リボルバーに関する特許を受け取っている。これら2つの設計は、どちらもゼンマイ仕掛けを利用して半自動動作を実現していた。1895年に設計されたウェブリー＝フォスベリー・オートマチック・リボルバーは、商業的な販売が行われ、また広く存在が知られた最初のオートマチック・リボルバーとなった。

### オートマチック・リボルバーの例
- マーション&ホーリングスワース・セルフコッキング・リボルバー（Mershon & Hollingsworth Self-Cocking Revolver）は、アメリカのラルフ・S・マーション（Ralph S. Mershon）とジェフ・ホーリングスワース（Jehu Hollingsworth）によって設計され、1863年に「セルフコッキング・リボルバー火器の改良（Improvement In Self-Cocking Revolving Fire-Arms.）」という名称で特許取得が認められた。コルト・アーミーモデル M1860（英語版）を原型として、ゼンマイとガンギ車を組み合わせたコッキング機構が組み込まれていた。あらかじめ銃左側面のハンドルでゼンマイを巻き上げておくと、射撃時にこの動力を用いてコッキングが行われるのである。ゼンマイにロックを掛けて通常のリボルバーのように射撃することもできた[3]。
- ランスタ・リボルバー（英語版）は、1900年にノルウェーで考案された。非常に特異な構造・機構の拳銃。2つの薬室のみを備える平たいシリンダーを備え、左側面のグリッププレートを兼ねた側面装填式弾倉から下側の薬室に後部から弾薬が送られる（この点はリヴォルヴァーカノン的要素となる）。初弾発射前には、ボルトを後方に引いてから離すと、弾倉から下側の薬室に後ろから弾薬が送られ、ストライカーが発射待機位置に引かれる。引き金を引くと引き金の動作がシリンダーを回転させ（この点はダブルアクション的要素となる）、上側＝銃身直後に上がったカートリッジの雷管にストライカーが打ち込まれ発射する。その直後、ブローバック式排莢機構により後退動作するボルトが上側の薬室からの排莢を行い、続けてボルトはバネにより前進し、弾倉から下側の薬室への次弾装填が起こり、ストライカーが発射待機位置に引かれる（この点はシングルアクション的要素となる）。こうして次弾の発射が可能な状態となる。[4]ノルウェーやスウェーデンで採用されていたナガン・リボルバーと同様の7.5mmナガン弾（英語版）を使用した[5]。
- ウェブリー＝フォスベリー・オートマチック・リボルバーは、1901年に発表された。オートマチック・リボルバーとしては、初めて一般に広く販売された。反動利用式で、シリンダーと銃身は共に反動によって後退し、同時にハンマーのコッキングとシリンダーの回転が行われる。シリンダー側面に掘られた溝が特徴で、これによってシリンダーは後退時に半分、前進時に半分進むのである。8連発の.38口径モデル、6連発の.455口径モデルがあった。およそ4,750丁が製造されたと言われている[6]。
- ユニオン・オートマチック・リボルバー（英語版）は、アメリカで開発された。わずか65丁のみ試作された[7]。
- ズライカ・オートマチック・リボルバー（英語版）は、1900年代初等にスペインのズライカ社（M. Zulaica y Cia.）がベロドッグ（英語版）スタイルのポケットリボルバーとして開発した。1905年、ズライカ社は.22ロングライフル弾を使用するオートマチック・リボルバーの特許を取得したものの、ごく少数のみ製造され、現存品も少ない。1915年から1916年まで、ズライカ社はフランス陸軍との契約に基づき、エイバルスタイル（Eibar）のポケットピストルを製造・供給し、1920年代には同種拳銃の市販も行った[8]。
- マテバ オートリボルバーは、マテバ社が1997年に発表した反動利用式のオートマチック・リボルバーである。反動によって6発ないし7発の銃弾を収めたシリンダーが回転する。長銃身を備えたものやライフル風のものなど、いくつかのバリエーションが設計された。.357マグナム弾仕様のものが一般的だが、.44マグナム弾や.454カスール弾といった大口径弾を使用するモデルもあった[9]。

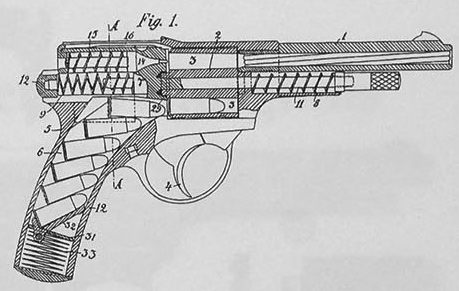
ランスタ・リボルバー
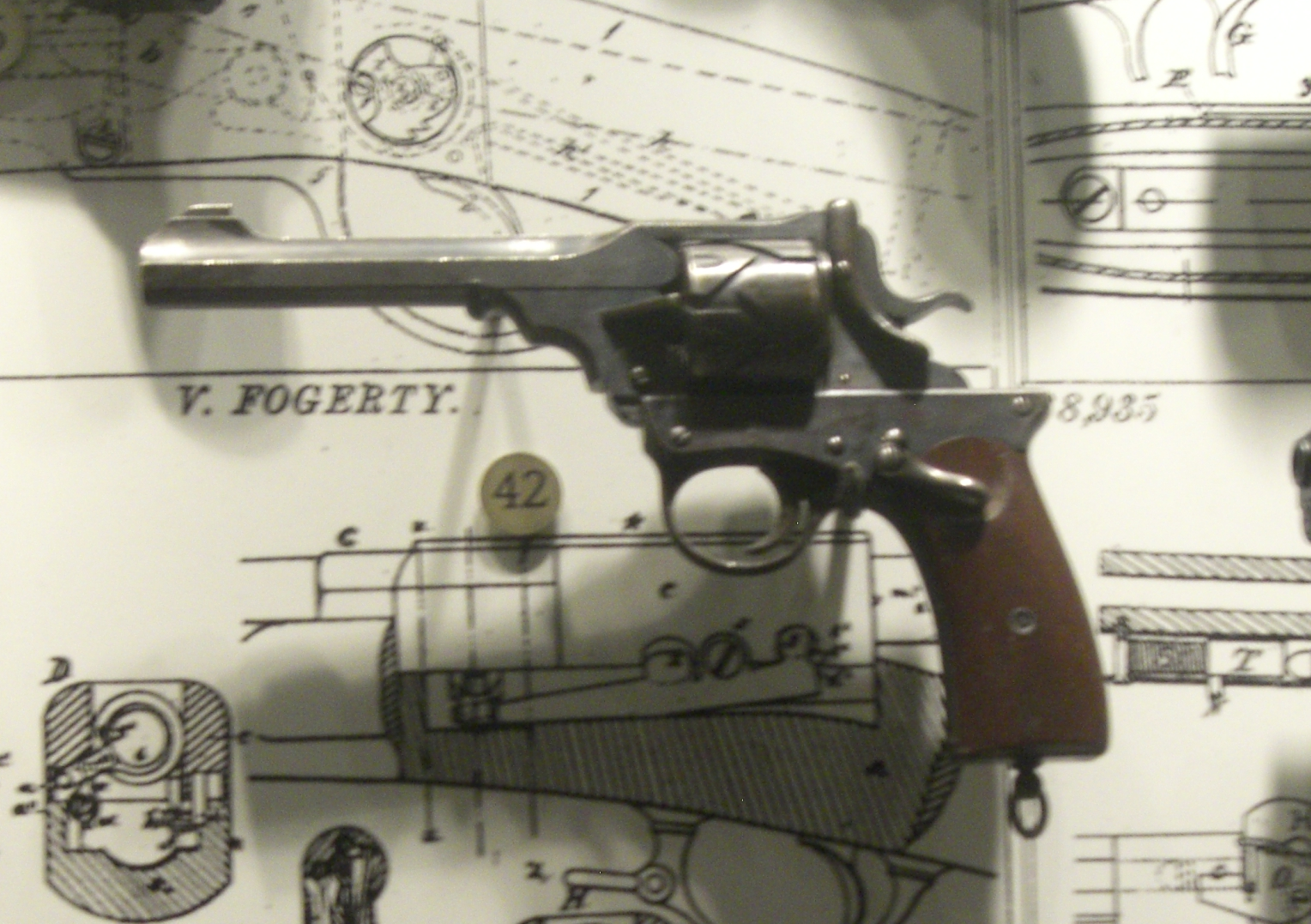
ウェブリー＝フォスベリー・オートマチック・リボルバー
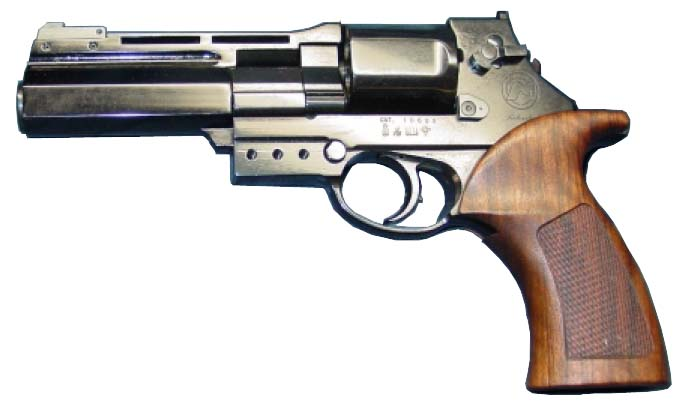
マテバ オートリボルバー